# Paul Turner
Paul Turner (* Dezember 1945 in Cornwall; † 1. November 2019) war ein britischer Filmregisseur, der vor allem in Wales arbeitete.

## Leben
Turner studierte an einer Filmhochschule und arbeitete zunächst als Kameramann und Filmeditor beim Sender BBC Cymru Wales. Von 1971 bis 1982 war er auch als Redakteur bei der BBC tätig.
Im Jahr 1981 gab er mit dem Kurzfilm Trisgel sein Regiedebüt. Es folgten verschiedene Langfilme für das walisische Fernsehen, darunter mit Tra Bo Dwy auch ein Film über ein lesbisches Paar. Im Jahr 1992 erschien die Filmbiografie Hedd Wyn über den walisischen Dichter Ellis Humphrey Evans, der unter dem Bardennamen Hedd Wyn bekannt wurde und 1917 kurz nach seinem Tod im Ersten Weltkrieg postum den nationalen Eisteddfod gewann. Hedd Wyn wurde überwiegend auf Walisisch gedreht und 1993 als erster walisischer Film für einen Oscar in der Kategorie Bester fremdsprachiger Film nominiert. Turner gewann für Hedd Wyn 1994 zwei BAFTA Cymru Awards (Bestes walisisches Drama, bester Regisseur). Es folgten weitere Spielfilme, vor allem für den walisischen Sender S4C. Der Fischer Film Almanach zählte Turner 1994 zu den Filmemachern, die „sozial engagiert arbeiten, unprätentiöse Filme machen, die realitätsnah sind und das Milieu der einfachen Leute schildern“. Turner erlernte die walisische Sprache in der Zeit, als er in den 1990er Jahren für die BBC tätig war.
Turner, der in Cardiff lebte, starb im Alter von 73 Jahren.

## Filmografie (Auswahl)
- 1981: Trisgel (Kurzfilm)
- 1984: Wil Six (TV)
- 1986: Tra Bo Dwy (TV)
- 1988: Becca (TV)
- 1991: Ronnie Cadno
- 1992: Hedd Wyn
- 1993: Cwm Hyfryd (TV)
- 1994: Wilde Rache (Dial)
- 1998: Pork Pie
- 2004: Terfysgwyr Tryweryn (TV)

## Auszeichnungen
- 1994: Auszeichnung Bestes Drama – Walisisch, BAFTA Cymru Awards, für Hedd Wyn
- 1994: Auszeichnung Beste Regie, BAFTA Cymru Awards, für Hedd Wyn
- 1999: Publikumspreis, Internationales Filmwochenende Würzburg, für Pork Pie